# Leanchoilia
Leanchoilia — викопний рід членистоногих вимерлого класу Megacheira, що існував у середньому кембрії (518—505 млн років тому).

## Скам'янілості
Скам'янілі відбитки тварини знайдені у відкладеннях формацій Берджес-Шейл у Канаді та Маотяньшань у Китаї. Всього знайдено понад 55 екземплярів.

## Опис
Тіло завдовжки до 5 см. Складалося з одинадцяти сегментів. У тварини було 13 пар кінцівок. Передня пара кінцівок схожа на щупальця. Leanchoilia мала четверо очей. У деяких зразках виявлено відбитки внутрішніх органів.